# J-rock
J-rock (яп. ジェイロック дзейрокку, японский рок) — обобщающее название для направлений рок-музыки, распространённых в Японии. Данный термин часто путают с Visual kei, но второй является поджанром первого, так же как и J-metal, J-punk и J-ska.

## История
Существенный подъём этого направления начался на волне популярности метал-группы X Japan. Она появилась в середине 1980-х годов, когда вся музыкальная индустрия Японии переживала существенный подъём. В своей музыке X Japan используют не только традиционные роковые инструменты, но и другие, например, скрипку, фортепиано. Большое влияние хард-рок оказал и на коллектив BUCK-TICK, участники которого наравне с X Japan начали использовать грим и первые показали в клипе популярный сейчас фан-сервис.

## Влияние и истоки
Очень большое влияние на жанр оказали такие музыкальные направления, как джаз, альтернативный рок и метал. Часто в творчестве групп японского рока можно услышать моменты или целые песни, написанные в направлении блюз или джаз независимо от основного направления группы, как, например: Mad Tea Party (с альбома «Yami no Kuni no Alice — Hamon» метал группы D), Kinebi (сингл группы Aicle) и во всём творчестве в целом — THE GOLDEN SPIDER, Sugar, D=OUT, Asakusa Jinta, Glacier.
От альтернативного рока же J-rock унаследовал эксперименты со звуком и сильные смешения различных направлений, особо заметные у групп the GazettE, Dir en grey, Maximum the Hormone и т. д. Обычно группы экспериментируют со звуком, записывая каждый новый релиз в новых направлениях или мешая по несколько направлений в одной песне, как Maximum the Hormone.
Также следует выделить влияние на японский рок таких тяжёлых направлений как метал и хардкор, вследствие чего большинство групп используют более жесткое звучание гитар, чем принято для других национальных сцен рока. Так у японской поп-рок группы An Cafe присутствует скрим в песнях и зачастую более тяжёлое музыкальное сопровождение, чем у западных поп-рок групп. В основном, метал получил распространение среди групп, ориентированных на запад, как, например, X Japan, Metal Safari и Galneryus, и среди направления вижуал-кэя котэ-кэй. Хардкор же и его производные популярнее среди современных «молодёжных групп» и групп направления нагоя-кэй.

## Деление
Так же как и J-pop, группы японского рока делятся на:
- мейджер — «богатые» — (группы, подписывавшие контракт с крупными лейблами, обычно уже получившие популярность или изначально созданные как коммерческий проект)
- инди — «свободные» — (зачастую начинающие группы, записывающиеся на инди-лейблах с более свободными условиями)

## Направления и поджанры

### Visual kei
Производный жанр из японского рока и глэм-метала, который появился в середине 80-х годов, благодаря группам X Japan, Seikima II и т.д. Одним из главных принципов направления являются большой акцент на внешность исполнителей, который базируется на андрогинном идеале красоты. Другой особенностью жанра является разнообразие творчества групп. Так, большинство групп добавляет в свою музыку элементы разных направлений. Большинство групп исполняет рок-музыку, также могут присутствовать элементы электронной (Adapter, Blam Honey) и поп-музыки (T.M Revolution).

### J-metal

#### Классические направления
Поджанр, охватывающий особенности японских метал-групп. Наиболее распространены группы пауэр и неоклассик-метала. В отличие от групп современных метал-направлений (ню-метал, модерн-метал, альтернативный метал), которые в основном придерживаются Visual kei, группы пауэр/неоклассического метала имеют более европеизированное звучание, что оказало немалое влияние на их популярность. Наибольшую известность в этих двух жанрах получили группы Concerto Moon и Galneryus. Гитаристы этих групп также пользуются известностью в Европе и Америке.
Группы более экстремальных классических направлений менее известны и распространены, прежде всего, из-за сильной популярности visual kei сцены, хотя блэк-метал-группы Sigh и GallHammer широко известны среди почитателей этого направления.

### J-ska
Стиль японской музыки, являющийся как отдельным стилем, так и подвидом J-punk-направления. Включает в себя как присущие для ска ямайские мотивы, так и добавление J-punk/J-rock/Jazz-мотивов. Ведущими группами являются Muramasa☆ и полностью женский коллектив под названием OreSkaBand.

## Популярность
Так как этот музыкальный жанр является частью японской культуры и, наряду с J-pop-ом, используется в саундтреках аниме, J-rock получил сильную распространённость среди поклонников аниме и манги, а также всей японской культуры в целом. Вследствие этого группы японского рока — частые гости на аниме-конвентах в США. Кроме Японии, наиболее обширные группы фанатов находятся в России, США, Испании, Австралии, Индонезии, Канаде, Англии, Китае и Франции.